# Dmitri Goudanov
Dmitri Goudanov (Дмитрий Гуданов), né le 9 juillet 1975 à Moscou, est un danseur étoile (principal) russe du théâtre Bolchoï à Moscou qui s'est fait remarquer sur les scènes internationales.

## Biographie
Il est élève de l'École d'État de chorégraphie de Moscou de 1985 à 1994. À sa sortie de la classe de Leonid Jdanov, il entre au corps de ballet du Bolchoï et en devient soliste en 1997. Il est nommé danseur principal en 2000.
La critique distingue au début à son répertoire ses interprétations dans La Belle au bois dormant, Casse-noisette, La Sylphide... Mais c'est à partir de Fantaisie sur le thème de Casanova, dans une chorégraphie de Mikhaïl Lavrovski et sur une musique de Mozart, que sa carrière décolle. Il obtient en 1998 un grand succès dans le nouveau ballet d'Alexeï Ratmansky, Rêve à propos du Japon, sur des musiques japonaises. En février 2000, la première du ballet de Boris Eifman Le Hamlet russe, où il interprète l'héritier du trône et ses grands rôles classiques le font nommer étoile du ballet.
Le 23 janvier 2011, il interprète le rôle du comte Albrecht aux côtés de Svetlana Lounkina au théâtre du Bolchoï lors du ballet Giselle retransmis en direct par satellite dans près de 450 salles de cinéma à travers le monde. Le ballet a été filmé en haute définition avec un son 5.1 et des prises de vues réalisées via dix caméras, grâce aux technologies les plus récentes de la vidéotransmission.

## Distinctions
- 1996 : Médaille d'argent et prix spécial du jury au concours de Perm[2].
- 1998 : Médaille d'or au Concours international de danse de Paris[2]
- 2005 : Artiste émérite de Russie[réf. nécessaire]

## Répertoire principal
- La Sylphide : James, chorégraphie d'Auguste Bournonville
- Casse-noisette : la poupée française, le prince, chorégraphie de Iouri Grigorovitch
- Fantaisie sur le thème de Casanova : Casanova, version de Mikhaïl Lavrovski
- La Belle au bois dormant : le prince Désiré, version de Iouri Grigorovitch
- Giselle : Albrecht, versions de Vladimir Vassiliev, puis de Iouri Grigorovitch
- Le Spectre de la rose : la rose, chorégraphie de Michel Fokine
- Mozartiana : soliste, chorégraphie de George Balanchine
- La Fille du pharaon : le pêcheur, Lord Wilson, Taor, version de Pierre Lacotte
- Le Pavillon d'Armide : soliste, chorégraphie de Michel Fokine, représenté à La Nouvelle-Orléans en 2000
- L'Après-midi d'un faune : soliste, version de Jerome Robbins
- La Dame de pique : Hermann : chorégraphie de Roland Petit
- Le Lac des cygnes : Sigfried, version de Youri Grigorovitch
- La Bayadère : Solor, version de Youri Grigorovitch